# 2912 Lapalma
2912 Lapalma este un asteroid din centura principală, descoperit pe 18 februarie 1942 de Liisi Oterma.